# Île aux Cochons

Île aux Cochons (Engels: Pig Island) is een onbewoond eiland, behorend tot de subantarctische Crozeteilanden, gelegen in de zuidelijke Indische Oceaan. Met een oppervlakte van 67 vierkante kilometer is het het derde grootste eiland van de eilandengroep. Het bijna ronde eiland heeft een diameter van ongeveer 9 kilometer. Administratief is het een onderdeel van de Franse Zuidelijke Gebieden.

## Beschrijving
Île aux Cochons is het meest westelijke eiland van de archipel, het ligt op ongeveer 30 kilometer ten noordwesten van Île des Pingouins en 15 kilometer ten zuidwesten van de Îlots des Apôtres. Het is een geërodeerde vulkanische koepel, bezaaid met inactieve kraters. De stratovulkaan Montrichard-Foy bereikt een hoogte van 770 meter, hiermee is het eiland op twee na het hoogste van de archipel. De kustlijn van het eiland bestaat deels uit lage kliffen. Op het eiland zijn onder andere katten, konijnen en muizen geïntroduceerd. De geïntroduceerde varkens waaraan het eiland zijn naam te danken heeft, zijn uitgeroeid. Op het eiland is geen infrastructuur en bezoeken door onderzoekers komen zelden voor.

## Vogelgebied
Het eiland is door BirdLife International aangewezen als Important Bird Area (IBA). Dit omdat het een belangrijk broedgebied is voor zeevogels en vanwege de grote pinguïnpopulaties op het eiland. Op het eiland werd in de jaren 80 de grootste koningspinguïnkolonie ter wereld aangetroffen, met ongeveer een half miljoen broedparen, maar in 2018 was dit aantal gedaald tot 60.000 paar, door nog onverklaarbare redenen.
Ook zijn er grote aantallen ezelspinguïns, macaronipinguïns en noordelijke rotspinguïns. Verder heeft het eiland ook de grootste kolonie grote albatrossen van de Indische Oceaan - bestaande uit 1200 paren -, alsook vier miljoen paren Salvins prionen en een miljoen paren Zuid-Georgisch alkstormvogeltjes. Op het eiland komen ook Kerguelenpijlstaarten voor. Naast de vogels zijn er ook grote populaties van zuidelijke zeeolifanten, Kerguelenzeeberen en subantarctische zeeberen.